# Adam Scott
Adam Derek Scott (født 16. juli 1980 i Adelaide, Australien) er en australsk golfspiller, der (pr. september 2010) står noteret for 17 sejre gennem sin professionelle karriere. Hans bedste resultat i en Major-turnering er en 1. plads, som han opnåede ved US Masters i 2013.
Scott har 3 gange, i 2003, 2005 og 2007, repræsenteret Det internationale Hold ved Presidents Cup.